# Teenage Mutant Ninja Turtles: Mutant Melee
Teenage Mutant Ninja Turtles: Mutant Melee is een videospel uit het vechtspelgenre. Het spel is gebaseerd op de tweede animatieserie van de Teenage Mutant Ninja Turtles. Het spel is uitgebracht in 2005 door Konami.

## Speelwijze
In het spel kan de speler naast de Turtles ook andere personages uit de serie besturen, zoals Shredder, Hun, Casey Jones en April O'Neil.
Het spel kent twee modes: singleplayer adventure mode en Melee mode.
In de singleplayer mode kan de speler kiezen uit 10 bespeelbare personages, waarvan 6 ontsluitbaar. De speler moet deze personages door een serie gevechten leiden. Het is niet altijd noodzakelijk een vijand te bevechten; in sommige levels moet de speler bijvoorbeeld bommen ontwijken gedurende een bepaalde tijd. Het uitspelen van deze levels ontsluit nieuwe personages en levels voor de Melee mode.
In de Melee mode kunnen meerdere spelers tegelijk spelen. Deze mode heeft 10 basis personages en 12 ontsluitbare extra personages. Verder zijn er 9 basis levels en 15 ontsluitbare extra levels. De Melee mode is weer onderverdeel in vier andere speelwijzes:
- Deathmatchesque knock-out mode: doel is zo veel mogelijk overwinningen te behalen.
- Last Man Standing Mode: iedere speler moet proberen als enige over te blijven.
- King of the Hill mode: iedere speler moet een bepaald stuk grond verdedigen.
- Keep away mode: een speler bewaakt een schatkist en moet voorkomen dat andere spelers deze stelen.

## Vierde wand
Het spel bevat een aantal goede voorbeelden van het doorbreken van de vierde wand, waarbij de personages in het spel tegen de speler spreken. Dit gebeurt vooral als ze een gevecht hebben verloren. Enkele voorbeelden zijn:
- Leonardo's "You gotta work with me here."
- Michelangelo's "C'mon bro. You gotta use me better than that."
- Raphaels "Look... don't get me mad, human. I'll bust outta ya TV and rot ya."
- The Shredders "If I could come out of your TV, you'd be very sorry, now!"
- Aprils "You're making me look bad."
- Caseys "We're supposed to be working together, right? Now help me out here."
- Huns "We're a good team. You wanna touch my muscles?"